# Hagane no Renkinjutsushi Fullmetal Alchemist
Cang giả kim thuật sư: Tình anh em (鋼の錬金術師 FULLMETAL ALCHEMIST Hagane no Renkinjutsushi Furumetaru Arukemisuto) là một anime dựa trên manga Cang giả kim thuật sư của tác giả Arakawa Hiromu. Phát triển bởi Bones, bộ phim do đạo diễn Yasuhiro Irie và biên kịch Hiroshi Ōnogi. Giả kim thuật sư: Tình anh em - anime thứ hai chuyển thể từ Giả kim thuật sư, anime đầu tiên là Fullmetal Alchemist sản xuất năm 2003. Bộ phim được giới thiệu lần đầu trong tập tankōbon 20. Ở Nhật Bản, nó được phân biệt với phiên bản năm 2003 bằng tựa tiếng Anh, và thỉnh thoảng được viết tắt là Hagane no Renkinjutsushi FA (鋼の錬金術師FA). Bộ phim chiếu liên tục từ ngày 5 tháng 4 năm 2009 trên kên MBS-TBS vào Chủ nhật 5 giờ chiều đến tập cuối vào ngày 4 tháng 7 năm 2010. Hai diễn viên Romi Park and Rie Kugimiya tiếp tục lồng tiếng cho Edward và  Alphonse Elric.
Vào ngày 20 tháng 3 năm 2009, có thông báo rằng tên tiếng Anh của bộ phim là Fullmetal Alchemist: Brotherhood và được công chiếu trên kênh Animax Asia, với phiên bản lồng tiếng Nhật và phụ đề Anh Ngữ, từ ngày 10 tháng 4 năm 2009, lúc 8 giờ 30 tối, năm ngày sau khi công chiếu ở Nhật Bản. Ngày 3 tháng 4 năm 2009, Funimation thông báo họ sẽ cho ra phụ đề Anh ngữ từng tập sau bốn ngày chúng được làm ở Nhật Bản. Ngày 14 tháng 2 năm 2010, phiên bản lồng tiếng Anh bắt đầu được chiếu trên Adult Swim.

## Cốt truyện
Cang giả kim thuật sư: Tình anh em dựa trên cốt truyện giống như với manga Cang giả kim thuật sư, chỉ khác đôi chỗ ở 14 tập đầu tình tiết xảy ra nhanh.
Edward và Alphonse Elric là hai anh em nhà giả kim truy tìm một chất xúc tác huyền thoại gọi là Hòn đá triết gia (賢者の石 tiếng Anh: Philosopher's stone), một vật vô cùng quyền năng có thể khôi phục lại các phần cơ thể đã mất của họ (bị mất khi cố gắng đem người mẹ quá cố trở về từ cõi chết bằng giả kim thuật). Sinh ra tại thị trấn Resembool thuộc đất nước có tên Amestris (アメストリス Amesutorisu), 2 anh em sống cùng với mẹ mình. Cha của họ, Van Hohenheim, bỏ nhà ra đi từ vài năm trước mà không rõ lý do vài năm sau đó, mẹ của 2 anh em là Trisha Elric mất vì một căn bệnh, bỏ lại 2 anh em nhà một mình. Sau cái chết của người mẹ, Edward quyết tâm hồi sinh mẹ mình bằng thuật giả kim, một loại khoa học tiên tiến có thể sáng tạo bất kì vật gì từ các nguyên liệu thô. Họ đã nghiên cứu về Biến tố người (tiếng Anh: human transmutation), một kĩ thuật bị cấm mà người sử dụng nó cố tạo ra hoặc sửa đổi một con người. Tuy nhiên, nỗ lực này thất bại, cuối cùng dẫn đến việc mất chân trái của Edward và toàn bộ cơ thể của Alphonse. Trong một nỗ lực tuyệt vọng để cứu em trai, Edward đã hi sinh cánh tay phải của mình để nhập linh hồn của Alphonse vào trong bộ áo giáp. Vài ngày sau, một giả kim thuật tên Roy Mustang tìm đến hai anh em nhà Elric, và đề cử Edward trở thành một thành viên của quân đội chính phủ đổi lấy nhiều nguồn tài liệu nghiên cứu hơn để có thể tìm cách khôi phục lại cơ thể của họ. Sau đó, cánh tay phải và chân trái của Edward được thay bằng automail, một dạng chi giả sinh học, lắp ráp bởi người bạn thân từ thời thơ ấu là Winry Rockbell và bà nội của cô là Pinako.
Edward sau đó trở thành Giả kim thuật sư Quốc gia (国家錬金術師 Kokka Renkinjutsushi, tiếng Anh: State Alchemist), một dạng giả kim thuật sư được tuyển dụng bởi quân đội của Amestris, những người nổi danh từ cuộc nội chiến trong thập kỉ trước đó vì đã tiêu diệt hầu hết tộc người Ishval. Trở thành Giả kim thuật sư Quốc gia cho phép Edward sử dụng kho lưu trữ thông tin khổng lồ của quân đội dành cho các giả kim thuật sư, nhưng cũng biến cậu trở thành một trong những người được gọi mỉa mai là "con chó của quân đội". Mối quan hệ thân thiết với Mustang, người đã cung cấp nhiều thông tin và tuyển cậu, đã cho anh em nhà Elric sự tự do để tìm kiếm "Hòn đá Triết gia" như là một phần của nghiên cứu của họ; và xem đó như là nghĩa vụ mà mỗi Giả kim thuật sư Quốc gia phải làm, đó là tìm kiếm những thứ có thể được quân đội của Amestris trưng dụng. Hai anh em đã xác định rằng "Hòn đá Triết gia" là thứ duy nhất có thể giúp họ khôi phục lại cơ thể của mình. Thông qua những chuyến đi, họ gặp rất nhiều kẻ thù, bao gồm cả những người sẵn sàng để làm bất cứ điều gì để có được Hòn đá Triết gia; Scar, một trong số ít những người Ishbalan còn sống sót, người tìm cách trả thù các Giả kim thuật sư Quốc gia vì đã hủy diệt bộ tộc mình; và các homunculi, một nhóm sinh vật trong hình dạng con người có trong mình một mảnh của Hòn đá Triết gia, và nhờ đó chúng gần như bất tử.
Theo dần diễn tiến câu chuyện, Edward và Alphonse khám phá ra sự bành trướng của Amestris bị thao túng bởi các homunculi, những người đã lập ra và bí mật kiểm soát Quân đội Nhà nước (tiếng Anh: State Military). Các homunculi và hầu hết các sĩ quan chỉ huy quân đội được chỉ huy từ phía sau tấm màn bởi người tạo ra các homunculi, một người đàn ông chỉ biết đến với tên gọi là Cha (Otō-sama), người đã đạt được sự bất tử nhờ Hòn đá Triết gia, tạo ra bằng việc lừa Hohenheim nhiều thế kỉ trước khi câu chuyện bắt đầu. Ông ta có kế hoạch sử dụng Amestris như một vòng tròn chuyển hoá (tiếng Anh: transmutation circle) khổng lồ để chuyển hóa toàn bộ đất nước cho mục đích mà anh em nhà Elric không biết rõ. Khi phát hiện ra âm mưu của Otō-sama, họ cùng nhiều thành viên khác trong quân đội quyết tâm đánh bại ông ta.
Sau nhiều trận chiến, dần dần từng homunculi một bị đánh bại và quân đội trong thành phố Trung ương (Central city) được biết rõ sự thật. Tuy nhiên, Otō-sama đã tạm thời sử dụng toàn bộ các sinh linh của đất nước Amestris để hấp thụ Chúa trời và trở nên quyền năng. Tuy nhiên, nhờ sự chuẩn bị trước đó của Hohenheim, toàn bộ linh hồn người dân Amestris được trả lại cho cơ thể của họ, và Otō-sama trở nên không ổn định. Tất cả mọi người đã cùng nhau chiến đấu với Otō-sama và buộc ông ta phải dùng cạn sức mạnh của mình. Cuối cùng Edward cũng đánh bại ông ta với cánh tay phải thật sự của mình, cậu có lại nó nhờ sự hi sinh của Alphonse. Sau khi Otō-sama bị nhốt lại trong không gian "Chân lý" (Truth), Edward hi sinh khả năng sử dụng thuật giả kim của mình để đem Alphonse trở lại nguyên trạng với cơ thể vốn có. Cả hai anh em trở về Resembool, nhưng 2 năm sau, họ lại chia nhau ra để đền đáp những người bạn đã giúp đỡ mình và tiếp tục cuộc hành trình tìm kiếm những điều mới lạ.

## Sản xuất
Trong tập 20 của bộ manga, tác giả Akarawa đã thông bảo rằng một anime Fullmetal Alchemist khác sẽ bắt đầu sản xuất. Bones quyết định thực hiện bộ phim mới với Yasuhiro Irie là đạo diễn và Hiroshi Ōnogi với vai trò biên kịch. Phiên bản tiếng Nhật của nó có tên gọi là Hagane no Renkinjutsushi: Fullmetal Alchemist (鋼の錬金術師 FULLMETAL ALCHEMIST Hagane no Renkinjutsushi: Furumetaru Arukemisuto, viết gọn là 鋼の錬金術師FA) để phân biệt với phiên bản năm 2003. Khi bộ manga sắp tới hồi kết thúc, Irie thông báo cho đoàn làm phim chuẩn bị cho tập cuối cùng của anime dựa trên nó và biểu lộ sự bất ngờ với kết thúc của bộ phim.

### Âm nhạc
Phần âm nhạc của Cang giả kim thuật sư: Tình anh em do Akira Senju đảm nhận.. Mười phần của nhạc chủ đề đã được sử dụng vào bộ phim.
Những ca khúc chủ đề opening (mở đầu) và ending (kết thúc) cho 14 tập đầu là Again do ca sĩ Yui trình bày, Uso của Sid. Từ tập 15 đến 26, hai ca khúc opening và ending: Hologram - Nico Touches the Walls và Let It Out - Miho Fukuhara. Từ tập 27 đến 38 là Golden Time Lover của Sukima Switch, Tsunaida Te của Lil'B. Từ 39 đến 50, Period do Chemistry, Shunkan Sentimental do Scandal trình bày. Từ tập 51 đến 62, opening là Rain của Sid và Ray of Light của Shoko Nakagawa. Riêng tập 63 và 64, không dùng nhạc opening, chỉ dùng Rain và Hologram, theo thứ tự, cho nhạc ending.